# Liste der denkmalgeschützten Objekte in Kaunerberg
Die Liste der denkmalgeschützten Objekte in Kaunerberg enthält die denkmalgeschützten, unbeweglichen Objekte der Tiroler Gemeinde Kaunerberg im Bezirk Landeck.

## Denkmäler
| Foto  |                 | Denkmal                                                                                   | Standort                                         | Beschreibung | Metadaten |
| ----- | --------------- | ----------------------------------------------------------------------------------------- | ------------------------------------------------ | --- | --- |
| ja    | Datei hochladen | Kapelle Maierhof HERIS-ID: 75840 Objekt-ID: 89346 TKK: 23846                              | Maierhof 42, in der Nähe Standort KG: Kaunerberg | Die Kapelle im Weiler Mairhof ist ein kleiner achteckiger Zentralbau aus dem Jahre 1677. | BDA-Hist.: Q38140882 Status: § 2a Stand der BDA-Liste: 2025-06-30 Name: Kapelle Maierhof GstNr.: .69                                                                                         |
| ja BW | Datei hochladen | Bauernhaus, ehem. Doppelhof HERIS-ID: 208621 TKK: 143691seit 2022                         | Martinsbach 5 Standort KG: Kaunerberg            | Das zweigeschoßige Wohngebäude eines Paarhofes mit Mittelflurgrundriss und Satteldach liegt am historischen Wallfahrtsweg zwischen Landeck und Kaltenbrunn. Die Hofstelle urkundlich ist spätestens 1775 belegt. Der Paarhof ist zwischen 1890 und 1924 anstelle eines Vorgängerbaues neu errichtet worden. Das talseitig als Vollgeschoß ausgebildete Kellergeschoß und das Erdgeschoß sind gemauert, das Obergeschoß als Kantholzblockbau aufgesetzt. Die zum Tal orientierte Südfassade hat eine steingemauerte Sockelzone sowie einen mächtigen Quergiebel mit Giebelsöller. Die Fenster großteils aus der Erbauungszeit. Die Innenerschließung des Doppelwohnhauses ist in beiden Hausteilen und in allen Geschoßen einheitlich und spiegelbildlich angeordnet. Im Obergeschoß tragen Kammern Bauinschriften von 1890 und 1927. | BDA-Hist.: Q112971308 Status: Bescheid Stand der BDA-Liste: 2025-06-30 Name: Bauernhaus, ehem. Doppelhof GstNr.: 2317/1                                                                      |
| ja    | Datei hochladen | Kapelle hl. Martin HERIS-ID: 46175 Objekt-ID: 47880 TKK: 23844                            | neben Obwals 79 Standort KG: Kaunerberg          | Die in den steilen Hang gebaute kleine Kapelle mit Satteldach und hölzernem Dachreiter wurde 1866 errichtet. Der Mauerbau weist einen Chor mit 3/8-Schluss auf und ist giebelseitig durch ein Segmentbogenportal erschlossen. Das Innere ist mit einem Tonnengewölbe versehen. | BDA-Hist.: Q38019689 Status: Bescheid Stand der BDA-Liste: 2025-06-30 Name: Kapelle hl. Martin GstNr.: .322                                                                                  |
| ja    | Datei hochladen | Kapelle Brauneben HERIS-ID: 59762 Objekt-ID: 71333 TKK: 23850                             | nördlich Posch 55 Standort KG: Kaunerberg        | Kleine tonnengewölbte Kapelle in einem Wald aus dem 17. Jahrhundert. | BDA-Hist.: Q38088640 Status: § 2a Stand der BDA-Liste: 2025-06-30 Name: Kapelle Brauneben GstNr.: 2201 Kapelle Brauneben, Kaunerberg                                                         |
| ja    | Datei hochladen | Kapelle hll. Peter und Paul/Prantacherkapelle HERIS-ID: 59763 Objekt-ID: 71334 TKK: 23847 | neben Prantach 27a Standort KG: Kaunerberg       | Kapelle im Weiler Prantach, großer einjochiger Bau mit 3/8-Schluss aus dem 17. Jahrhundert mit Nordturm an der Westfassade. Figuren von Adam Payr. Schnitzfigur einer Gnadenmuttergottes, der Sockel bezeichnet mit 1640. Betstuhl aus 1719. | BDA-Hist.: Q38088649 Status: § 2a Stand der BDA-Liste: 2025-06-30 Name: Kapelle hll. Peter und Paul/Prantacherkapelle GstNr.: .367 Kapelle hll. Peter und Paul/Prantacherkapelle, Kaunerberg |
| ja    | Datei hochladen | Kapelle Untergaiswies HERIS-ID: 75838 Objekt-ID: 89344 TKK: 23845                         | bei Untergaiswies 97 Standort KG: Kaunerberg     | Die in den steilen Hang gebaute Kapelle stammt aus der ersten Hälfte des 19. Jahrhunderts. Der Mauerbau weist ein schindelgedecktes Satteldach und eine Rechtecktür an der Giebelseite auf. Der mit einem Tonnengewölbe versehene Betraum beherbergt ein Kruzifix aus dem 17. Jahrhundert. | BDA-Hist.: Q38140870 Status: § 2a Stand der BDA-Liste: 2025-06-30 Name: Kapelle Untergaiswies GstNr.: 2051/1                                                                                 |
| BW    | Datei hochladen | Bildstöcke Richtung Kaltenbrunn HERIS-ID: 87915 Objekt-ID: 102371                         | Standort KG: Kaunerberg                          | Die Reihe von sechs gemauerten Nischenbildstöcken am Fußweg zur Wallfahrtskirche Kaltenbrunn stammt vermutlich vom Ende des 19. Jahrhunderts und wurde teilweise erneuert. Über säulenartigem Unterbau ein tabernakelförmiger Aufsatz mit gemauertem Pyramidendach. In den rechteckigen Nischen bemalte Bildtafeln. Die ersten fünf Bildstöcke befinden sich in der Gemeinde Kauns. Der sechste Bildstock zum Thema Christi Himmelfahrt befindet sich in Kaunerberg. | BDA-Hist.: Q64512536 Status: § 2a Stand der BDA-Liste: 2025-06-30 Name: Bildstöcke Richtung Kaltenbrunn GstNr.: 2392/1 6 Bildstöcke Richtung Kaltenbrunn                                     |